# 大赫沃羅夏
49°31′21″N 23°31′1″E / 49.52250°N 23.51694°E
大赫沃羅夏（烏克蘭語：Велика Хвороща），是烏克蘭西部的村莊，隸屬利維夫州的桑比爾區。該村面積0.29平方公里，海拔高度265米，2023年人口2，人口密度每平方公里31.03人。